# Vasconcellea glandulosa
Vasconcellea glandulosa är en tvåhjärtbladig växtart som beskrevs av A. Dc. Vasconcellea glandulosa ingår i släktet Vasconcellea och familjen Caricaceae. Inga underarter finns listade i Catalogue of Life.